# Liste der Distrikte in Sambia

Distrikte von Sambia

Die zehn Provinzen Sambias sind mit Stand 2018 in insgesamt 116 Distrikte unterteilt.
Artikel 109 in Teil VIII. der Verfassung Sambias befasst sich mit der Kommunalverwaltung. Darin heißt es lediglich, dass es irgendeine Form einer Kommunalverwaltung geben sollte und dass diese Kommunalverwaltung auf demokratisch gewählten Räten auf der Grundlage des allgemeinen Wahlrechts für Erwachsene basieren sollte.

## Zentralprovinz

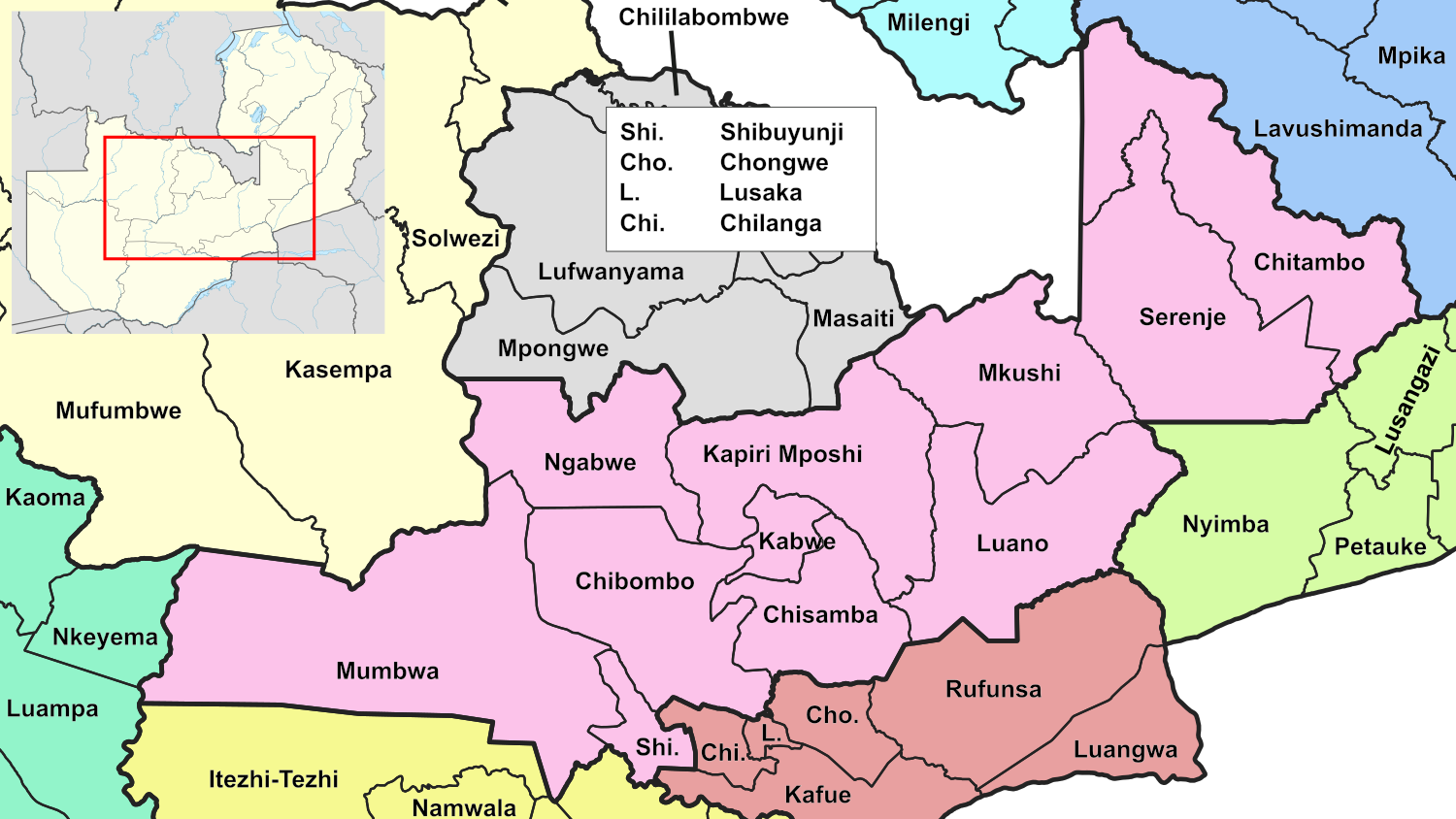
Distrikte der Zentralprovinz

| Distrikt      | Fläche in [km²] | Einwohner 2022 | Bevölkerungsdichte 2022 [Einwohner/km²] |
| ------------- | --------------- | -------------- | --------------------------------------- |
| Chibombo      | 8219            | 421.315        | 51                                      |
| Chisamba      | 5205            | 160.828        | 31                                      |
| Chitambo      | 11.885          | 100.603        | 8                                       |
| Kabwe         | 1570            | 299.206        | 191                                     |
| Kapiri Mposhi | 9688            | 371.068        | 38                                      |
| Luano         | 9152            | 66.679         | 7                                       |
| Mkushi        | 8424            | 208.635        | 25                                      |
| Mumbwa        | 19.859          | 332.237        | 17                                      |
| Ngabwe        | 7209            | 42.104         | 6                                       |
| Serenje       | 11.455          | 158.192        | 14                                      |
| Shibuyunji    | 1731            | 91.616         | 53                                      |
| Gesamt        | 94.394          | 2.252.483      | 24                                      |

## Copperbelt

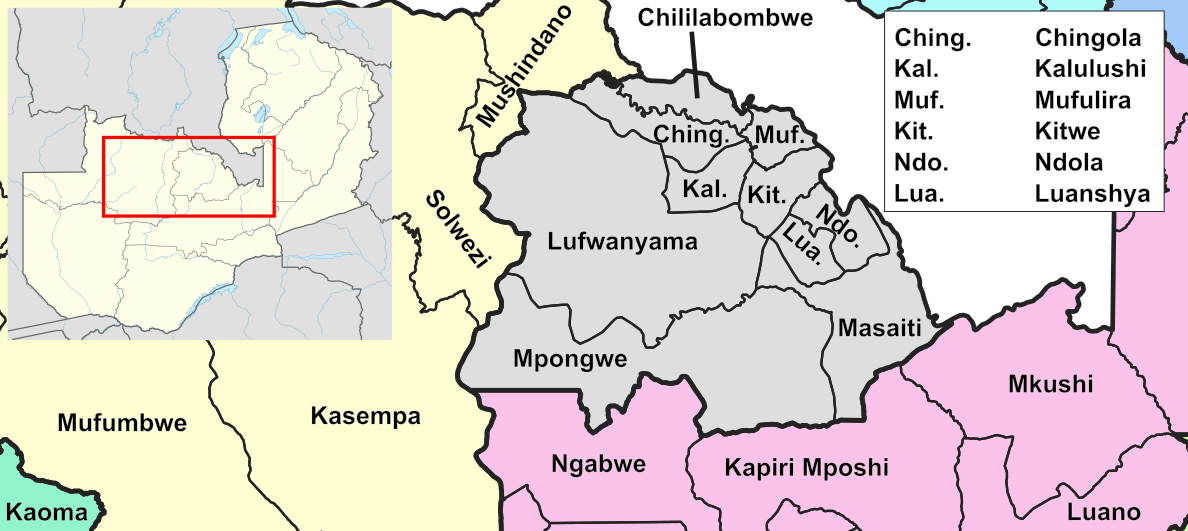
Distrikte der Provinz Copperbelt

| Distrikt      | Fläche in [km²] | Einwohner 2022 | Bevölkerungsdichte 2022 [Einwohner/km²] |
| ------------- | --------------- | -------------- | --------------------------------------- |
| Chililabombwe | 1026            | 141.899        | 138                                     |
| Chingola      | 1744            | 299.936        | 172                                     |
| Kalulushi     | 1038            | 170.701        | 164                                     |
| Kitwe         | 813             | 661.901        | 814                                     |
| Luanshya      | 932             | 211.966        | 227                                     |
| Lufwanyama    | 11.451          | 133.060        | 12                                      |
| Masaiti       | 3697            | 177.829        | 48                                      |
| Mpongwe       | 8389            | 135.486        | 16                                      |
| Mufulira      | 1279            | 200.182        | 157                                     |
| Ndola         | 959             | 624.579        | 651                                     |
| Gesamt        | 31.328          | 2.757.539      | 88                                      |

## Ostprovinz

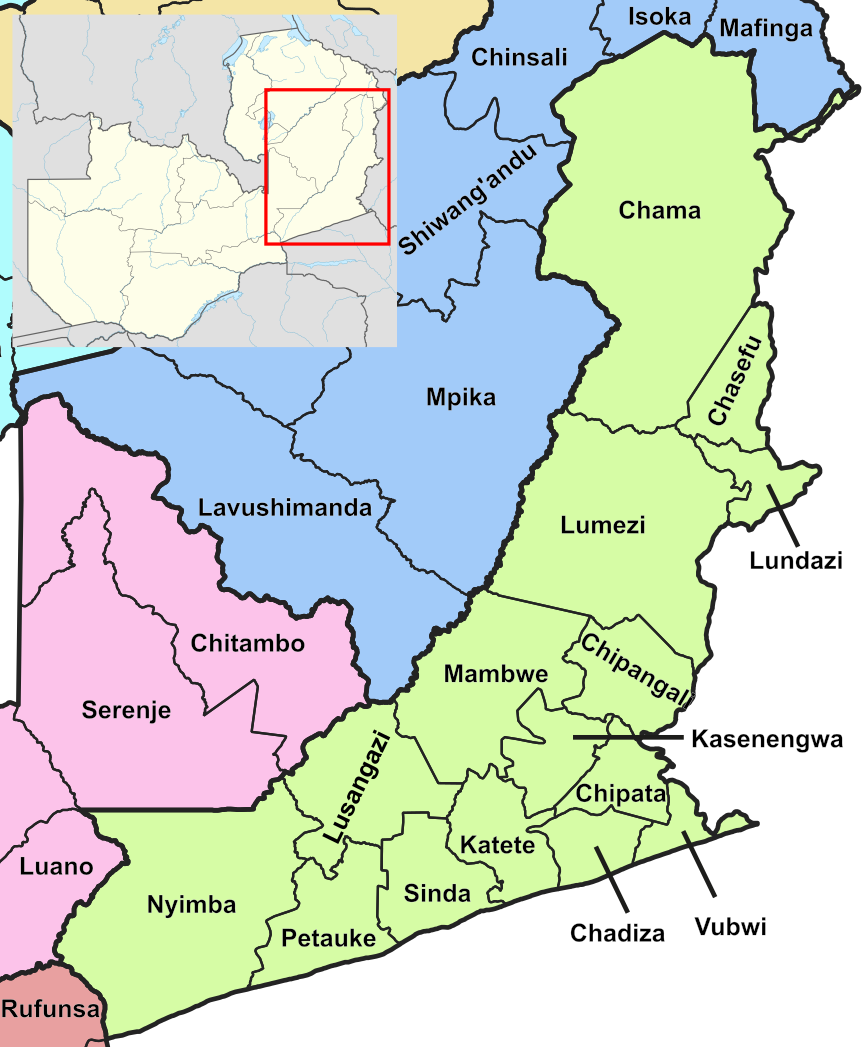
Distrikte der Ostprovinz

| Distrikt   | Fläche in [km²] | Einwohner 2022 | Bevölkerungsdichte 2022 [Einwohner/km²] |
| ---------- | --------------- | -------------- | --------------------------------------- |
| Chadiza    | 1594            | 111.069        | 70                                      |
| Chama      | 17.473          | 140.326        | 8                                       |
| Chasefu    | 2916            | 131.160        | 45                                      |
| Chipangali | 2688            | 169.357        | 63                                      |
| Chipata    | 1691            | 327.059        | 193                                     |
| Kasenengwa | 1967            | 155.565        | 79                                      |
| Katete     | 2456            | 214.072        | 87                                      |
| Lumezi     | 9777            | 158.971        | 16                                      |
| Lundazi    | 1376            | 154.908        | 113                                     |
| Lusangazi  | 4494            | 110.523        | 25                                      |
| Mambwe     | 5725            | 119.313        | 21                                      |
| Nyimba     | 10.495          | 136.238        | 13                                      |
| Petauke    | 2696            | 259.385        | 96                                      |
| Sinda      | 2621            | 213.762        | 82                                      |
| Vubwi      | 982             | 53.080         | 54                                      |
| Gesamt     | 68.949          | 2.454.788      | 36                                      |

## Luapula

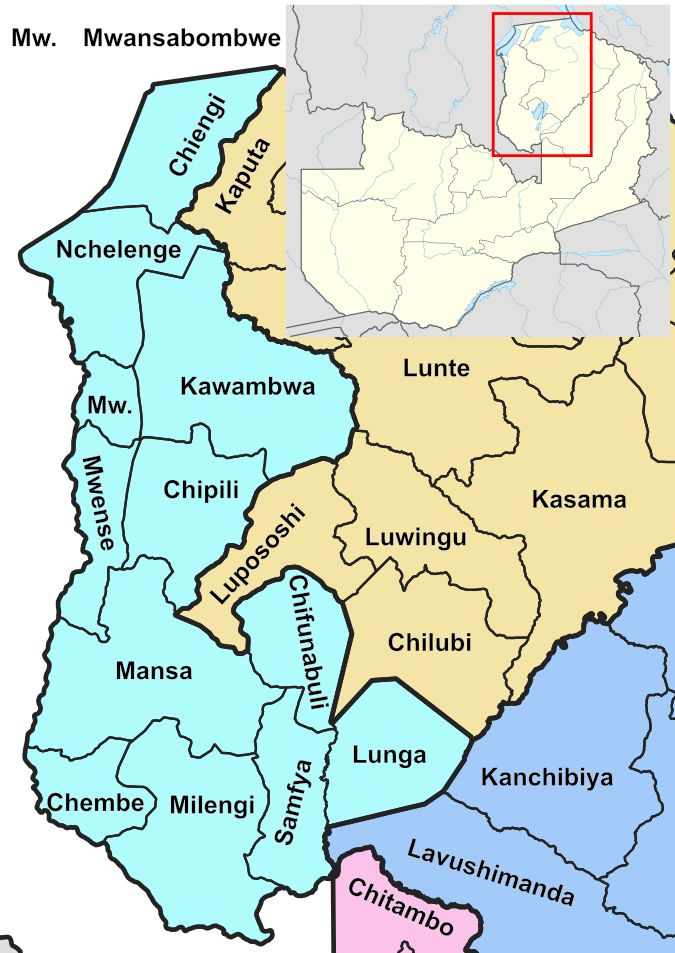
Distrikte der Provinz Luapula

| Distrikt     | Fläche in [km²] | Einwohner 2022 | Bevölkerungsdichte 2022 [Einwohner/km²] |
| ------------ | --------------- | -------------- | --------------------------------------- |
| Chembe       | 2190            | 51.532         | 24                                      |
| Chiengi      | 4008            | 189.893        | 47                                      |
| Chifunabuli  | 3095            | 116.326        | 38                                      |
| Chipili      | 4317            | 47.210         | 11                                      |
| Kawambwa     | 8101            | 123.652        | 15                                      |
| Lunga        | 3840            | 39.383         | 10                                      |
| Mansa        | 7776            | 327.063        | 42                                      |
| Milenge      | 6141            | 56.543         | 9                                       |
| Mwansabombwe | 1187            | 58.919         | 50                                      |
| Mwense       | 2441            | 122.605        | 50                                      |
| Nchelenge    | 4148            | 233.696        | 56                                      |
| Samfya       | 3324            | 147.189        | 44                                      |
| Gesamt       | 50.567          | 1.514.011      | 30                                      |

## Lusaka

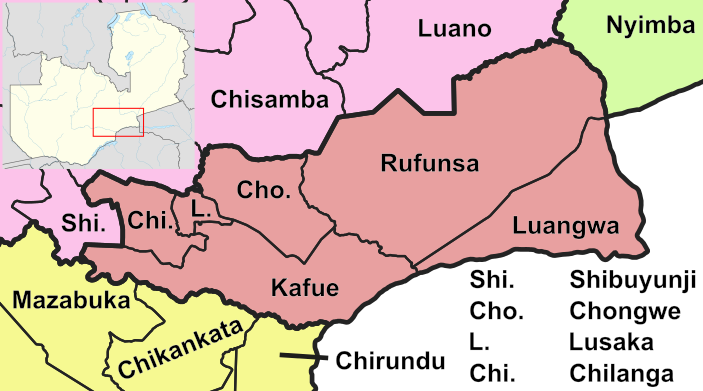
Distrikte der Provinz Lusaka

| Distrikt | Fläche in [km²] | Einwohner 2022 | Bevölkerungsdichte 2022 [Einwohner/km²] |
| -------- | --------------- | -------------- | --------------------------------------- |
| Chilanga | 1354            | 225.276        | 166                                     |
| Chongwe  | 2431            | 313.389        | 129                                     |
| Kafue    | 4471            | 219.574        | 49                                      |
| Luangwa  | 3866            | 35.933         | 9                                       |
| Lusaka   | 418             | 2.204.059      | 5.273                                   |
| Rufunsa  | 9446            | 81.733         | 9                                       |
| Gesamt   | 21.986          | 3.079.964      | 140                                     |

## Muchinga

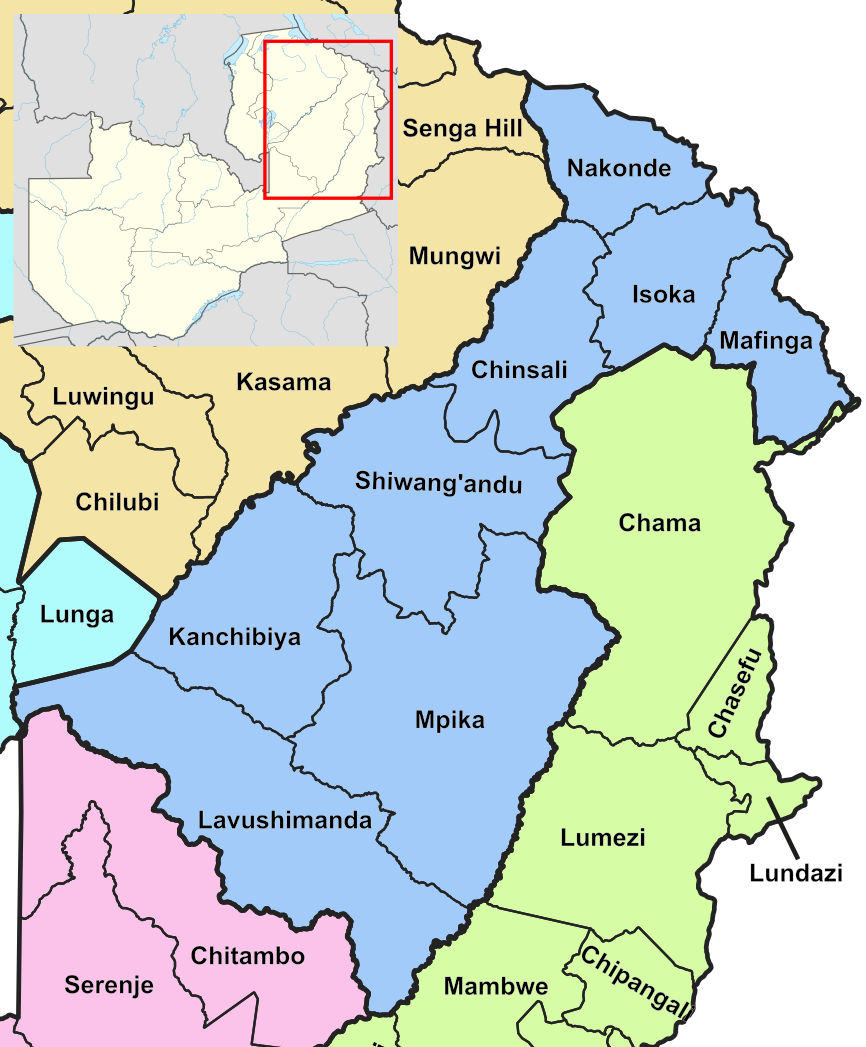
Distrikte der Muchinga Provinz

| Distrikt     | Fläche in [km²] | Einwohner 2022 | Bevölkerungsdichte 2022 [Einwohner/km²] |
| ------------ | --------------- | -------------- | --------------------------------------- |
| Chinsali     | 6342            | 148.997        | 24                                      |
| Isoka        | 4817            | 111.599        | 23                                      |
| Kanchibiya   | 8918            | 93.052         | 10                                      |
| Lavushimanda | 14.388          | 55.755         | 4                                       |
| Mafinga      | 4210            | 102.533        | 24                                      |
| Mpika        | 17.409          | 149.063        | 9                                       |
| Nakonde      | 4809            | 178.788        | 37                                      |
| Shiwang’andu | 9350            | 78.509         | 8                                       |
| Gesamt       | 70.243          | 918.296        | 13                                      |

## Nordprovinz

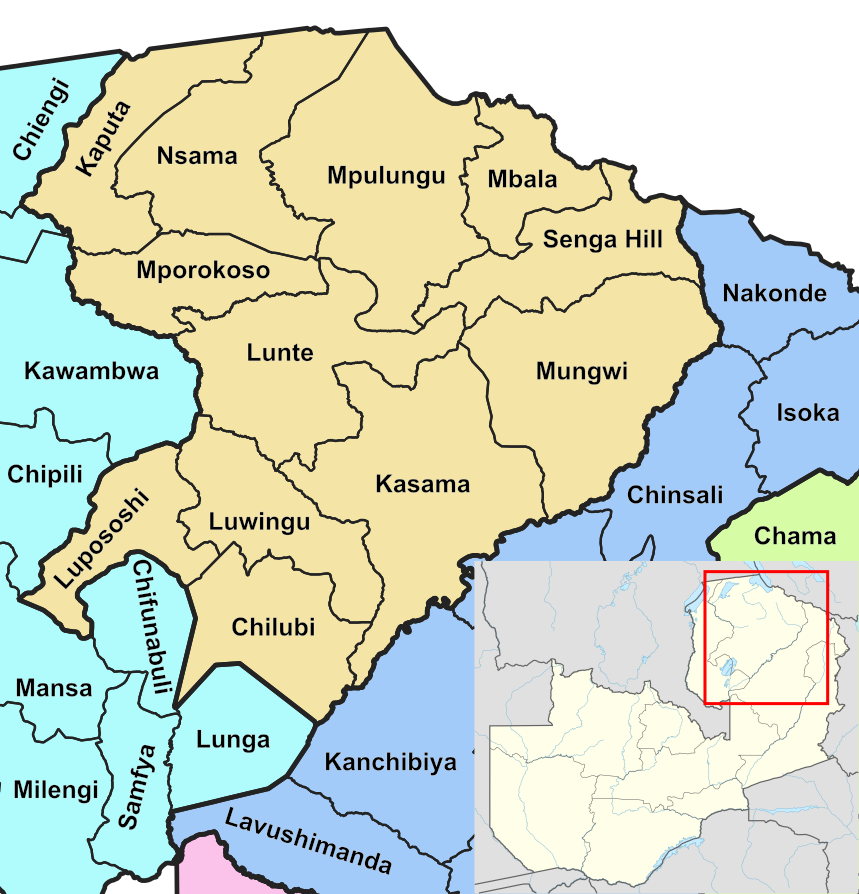
Distrikte der Nordprovinz

| Distrikt   | Fläche in [km²] | Einwohner 2022 | Bevölkerungsdichte 2022 [Einwohner/km²] |
| ---------- | --------------- | -------------- | --------------------------------------- |
| Chilubi    | 5170            | 114.011        | 22                                      |
| Kaputa     | 5036            | 102.854        | 20                                      |
| Kasama     | 10.584          | 348.552        | 33                                      |
| Lunte      | 7782            | 84.573         | 11                                      |
| Lupososhi  | 4127            | 79.614         | 19                                      |
| Luwingu    | 4900            | 101.142        | 21                                      |
| Mbala      | 3346            | 161.595        | 48                                      |
| Mporokoso  | 4196            | 63.452         | 15                                      |
| Mpulungu   | 10.074          | 153.564        | 15                                      |
| Mungwi     | 9759            | 205.096        | 21                                      |
| Nsama      | 7493            | 77.651         | 10                                      |
| Senga Hill | 5184            | 126.308        | 24                                      |
| Gesamt     | 77.650          | 1.618.412      | 21                                      |

## Nordwestprovinz

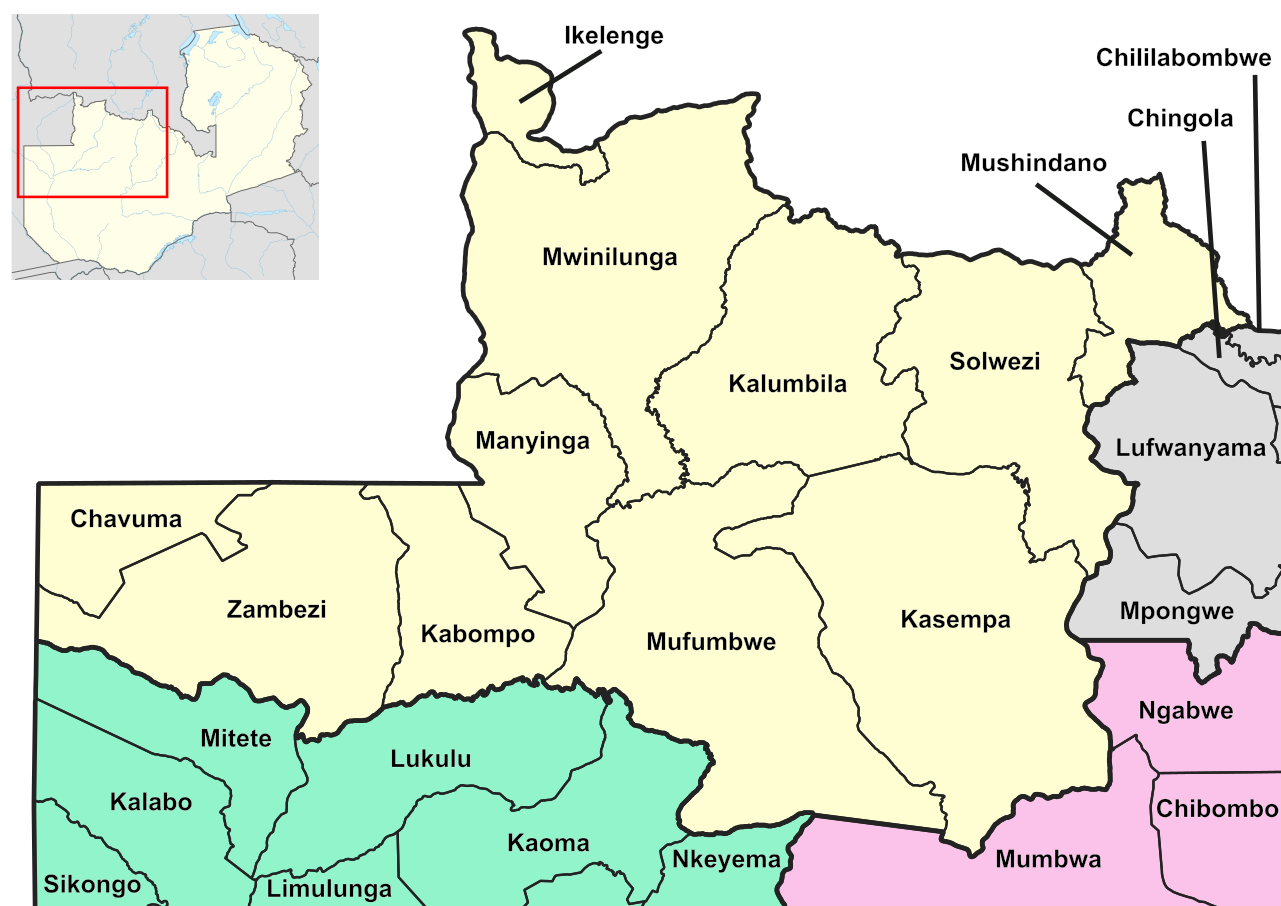
Distrikte der Nordwestprovinz

| Distrikt   | Fläche in [km²] | Einwohner 2022 | Bevölkerungsdichte 2022 [Einwohner/km²] |
| ---------- | --------------- | -------------- | --------------------------------------- |
| Chavuma    | 4924            | 54.959         | 11                                      |
| Ikelenge   | 2220            | 44.775         | 20                                      |
| Kabompo    | 7200            | 65.760         | 9                                       |
| Kalumbila  | 16.456          | 177.067        | 11                                      |
| Kasempa    | 21.860          | 111.272        | 5                                       |
| Manyinga   | 7480            | 75.030         | 10                                      |
| Mufumbwe   | 18.942          | 98.217         | 5                                       |
| Mushindamo | 10.407          | 65.335         | 6                                       |
| Mwinilunga | 18.830          | 136.770        | 7                                       |
| Solwezi    | 3336            | 332.623        | 100                                     |
| Zambezi    | 14.172          | 108.220        | 8                                       |
| Gesamt     | 125.826         | 1.270.028      | 10                                      |

## Südprovinz

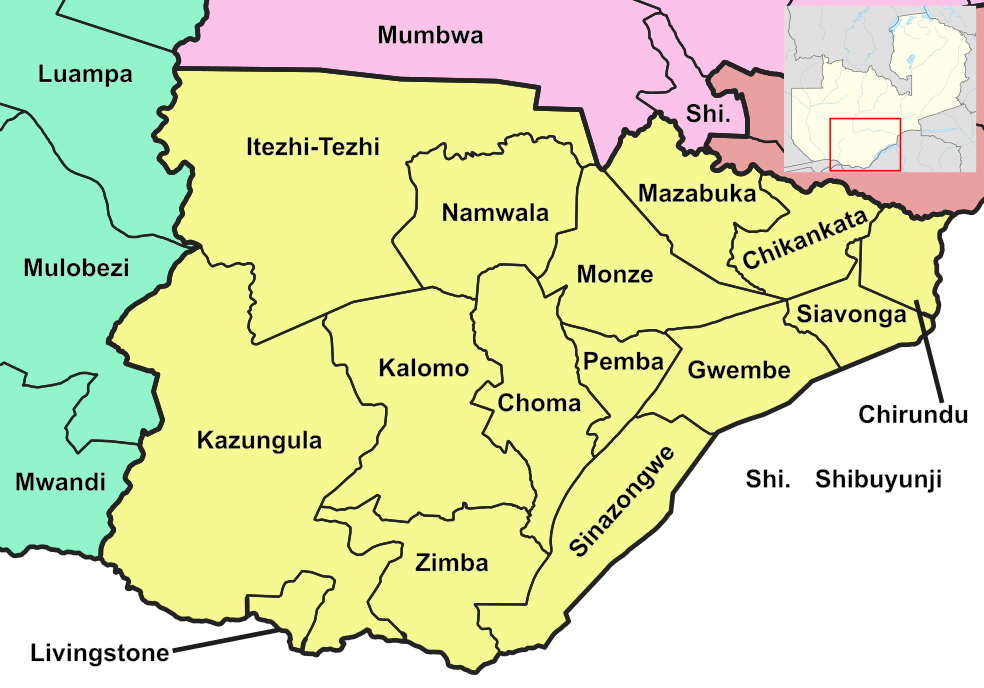
Distrikte der Südprovinz

| Distrikt     | Fläche in [km²] | Einwohner 2022 | Bevölkerungsdichte 2022 [Einwohner/km²] |
| ------------ | --------------- | -------------- | --------------------------------------- |
| Chikankata   | 2673            | 98.671         | 37                                      |
| Chirundu     | 1386            | 78.780         | 57                                      |
| Choma        | 5146            | 266.916        | 52                                      |
| Gwembe       | 3982            | 79.273         | 15                                      |
| Itezhi Tezhi | 15.791          | 130.216        | 8                                       |
| Kalomo       | 8382            | 274.640        | 33                                      |
| Kazungula    | 18.056          | 173.002        | 10                                      |
| Livingstone  | 690             | 177.393        | 257                                     |
| Mazabuka     | 4008            | 232.045        | 58                                      |
| Monze        | 4771            | 268.432        | 56                                      |
| Namwala      | 5678            | 167.938        | 30                                      |
| Pemba        | 1887            | 101.021        | 54                                      |
| Siavonga     | 2541            | 66.030         | 26                                      |
| Sinazongwe   | 4814            | 159.055        | 33                                      |
| Zimba        | 5480            | 108.316        | 20                                      |
| Gesamt       | 85.283          | 2.381.728      | 28                                      |

## Westprovinz

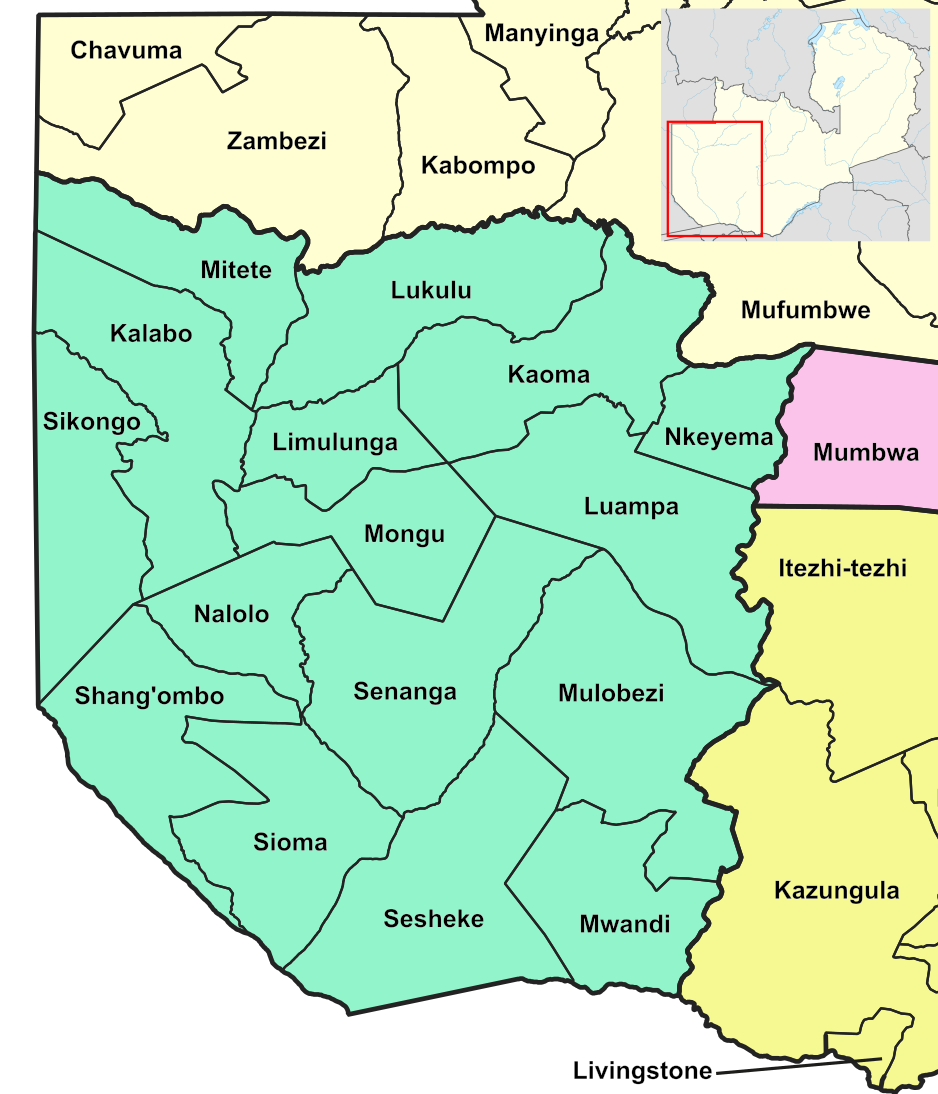
Distrikte der Westprovinz

| Distrikt  | Fläche in [km²] | Einwohner 2022 | Bevölkerungsdichte 2022 [Einwohner/km²] |
| --------- | --------------- | -------------- | --------------------------------------- |
| Kalabo    | 9067            | 111.769        | 12                                      |
| Kaoma     | 8404            | 146.690        | 18                                      |
| Limulunga | 3891            | 61.102         | 15                                      |
| Luampa    | 10.771          | 61.023         | 6                                       |
| Lukulu    | 9329            | 96.290         | 10                                      |
| Mitete    | 6380            | 39.641         | 6                                       |
| Mongu     | 5960            | 197.816        | 33                                      |
| Mulobezi  | 12.021          | 45.326         | 4                                       |
| Mwandi    | 5732            | 40.418         | 7                                       |
| Nalolo    | 4743            | 73.645         | 16                                      |
| Nkeyema   | 3564            | 106.074        | 30                                      |
| Senanga   | 10.566          | 112.040        | 11                                      |
| Sesheke   | 11.659          | 72.655         | 6                                       |
| Shangombo | 7760            | 73.822         | 10                                      |
| Sikongo   | 8090            | 59.670         | 7                                       |
| Sioma     | 8530            | 65.539         | 8                                       |
| Gesamt    | 126.386         | 1.363.520      | 10,8                                    |